# ICI PARIS XL
ICI PARIS XL is een parfumerie met in totaal 268 filialen, verspreid over Nederland, België, Luxemburg en Duitsland. Het assortiment bevat cosmetica-artikelen, parfums en huidverzorgingsproducten.
ICI Paris XL is opgericht in mei 1968 door een Belgisch stel dat een parfumerie opende in Elsene (Ixelles in het Frans, wat dezelfde uitspraak heeft als XL). Op dat moment werden luxegoederen nog rechtstreeks geïmporteerd uit de Franse hoofdstad. Het koppel wilde deze goederen toegankelijk maken voor het grote publiek. In Nederland opende de eerste winkel in 1997. In 1996 is de keten overgenomen door Kruidvat Holding, dat in 2002 weer is overgenomen door de Hongkong-Chinese A.S. Watson Group, onderdeel van Hutchison Whampoa.
Het hoofdkantoor in de Benelux van de A.S. Watson Group staat in Renswoude. Ook staat er een kantoor in Vilvoorde.